# Trichomachimus basalis
Trichomachimus basalis är en tvåvingeart som beskrevs av H. Oldroyd 1964. Trichomachimus basalis ingår i släktet Trichomachimus och familjen rovflugor.
Artens utbredningsområde är Tibet. Inga underarter finns listade i Catalogue of Life.